# Vanderhorstia mertensi
Vanderhorstia mertensi és una espècie de peix de la família dels gòbids i de l'ordre dels perciformes.

## Morfologia
- Els mascles poden assolir 11 cm de longitud total.[1][2]

## Hàbitat
És un peix marí, de clima tropical (20 °C-26 °C) i associat als esculls de corall que viu entre 2-10 m de fondària.

## Distribució geogràfica
Es troba al Mar Roig, el Japó, Papua Nova Guinea i la Gran Barrera de Corall.

## Observacions
És inofensiu per als humans.